# Тоголанд
Тоголенд, Німецьке Того (нім. Togoland) — колишній німецький протекторат у Західній Африці, зараз розподілений між державами Того і Гана.
Тоголенд мав площу 90479 км² і був розташований між британською колонією Золотий Берег на заході і французькою колонією Дагомея на сході. Населений переважно народом еве зі значною домішкою інших народів, як політична одиниця він з'явився у 1884 році, коли під час «гонитви за колоніями» німецький канцлер Отто фон Бісмарк оголосив цю територію належною до Німеччини, а інші європейські держави формально погодилися з його претензіями.

Німці планували зробити Тоголенд зразковою колонією. Оскільки регіон був бідний на мінеральні ресурси (поклади фосфатів тоді ще не були відкриті), вони вирішили зосередитися на розвитку сільського господарства. Розвивалося виробництво пальмової олії, запроваджувались експортні культури, особливо какао і бавовна, які мали вирощуватись на плантаціях з використанням місцевої робочої сили. Ломе на березі Гвінейської затоки мав стати столицею колонії й головним портом, почалося будівництво доріг і залізниць, які мали з'єднати порт з деякими внутрішніми областями країни. Німці також запровадили судову і адміністративну систему. Інфраструктура, що її розбудували німці для обслуговування своїх інтересів, поступово об'єднувала протекторат.
Під час Першої Світової війни Тоголенд був окупований Великою Британією і Францією і в 1924 році був формально поділений між ними згідно з мандатом Ліги Націй. Дві третини території країни (включаючи Ломе), що межували з Дагомеєю, стали Французьким Тоголендом, решта, що межувала із Золотим Берегом, стала Британським Тоголендом. В 1946 році обидва Тоголенди стали підопічними територіями ООН. Британський Тоголенд адміністративно керувався як частина Золотого Берега і разом з ним у 1957 році одержав незалежність як Республіка Гана. Французький Тоголенд керувався окремо від Дагомеї (сучасний Бенін) і одержав незалежність у 1960 році як Республіка Того. Прагнення до об'єднання колишнього Тоголенду, які досі сильні серед народу еве, особливо тієї його частини, що мешкає у Гані, часто спричиняли напруженість у відносинах між незалежними Того і Ганою.